# Ochodnica
Ochodnica és un poble i municipi d'Eslovàquia que es troba a la regió de Žilina, al centre-nord del país. La primera menció escrita de la vila es remunta al 1244.

## Demografia
| Godina             | 1994 | 2004   | 2014   | 2024   |
| ------------------ | ---- | ------ | ------ | ------ |
| Nombre de persones | 2027 | 2017   | 1932   | 1933   |
| Diferència         |      | −0,49% | −4,21% | +0,05% |

| Godina             | 2023 | 2024   |
| ------------------ | ---- | ------ |
| Nombre de persones | 1933 | 1933   |
| Diferència         |      | +1,42% |

## Viles agermanades
Ochodnica està agermanada amb les viles de:
- Dobrá, República Txeca
- Mucharz, Polònia